# アマーリエ・フォン・ナッサウ＝ヴァイルブルク
アマーリエ・フォン・ナッサウ＝ヴァイルブルク（Amalie von Nassau-Weilburg, 1776年8月7日 - 1841年2月19日）は、アンハルト＝ベルンブルク＝シャウムブルク＝ホイム侯ヴィクトル2世の妃。
ナッサウ＝ヴァイルブルク侯カール・クリスティアンとその妃でオラニエ公ウィレム4世の娘であるカロリーネの間に生まれた。1793年10月29日にアンハルト＝ベルンブルク＝シャウムブルク＝ホイム侯ヴィクトル2世と結婚し、間に4人の娘をもうけた。
- ヘルミーネ（1797年 - 1817年） - 1815年、オーストリア大公ヨーゼフ・アントンと結婚
- アーデルハイト（1800年 - 1820年） - 1817年、オルデンブルク大公アウグストと結婚
- エンマ（1802年 - 1858年） - 1823年、ヴァルデック＝ピルモント侯ゲオルク2世と結婚
- イーダ（1804年 - 1828年） - 1825年、オルデンブルク大公アウグスト（次姉アーデルハイトの寡夫）と結婚

1812年に夫と死別後、1813年2月15日にシュタイン＝リーベンシュタイン・ツー・バルヒフェルト男爵フリードリヒ（1777年 - 1849年）と再婚した。